# Takashi Yamamoto (natation)
Takashi Yamamoto, né le 23 juillet 1978 à Osaka, est un nageur japonais.
Il participe à trois éditions des Jeux olympiques (1996, 2000 et 2004). C'est lors des Jeux olympiques d'été de 2004 qu'il remporte deux médailles : la première en argent dans l'épreuve du 200 m papillon, la seconde en bronze dans le relais 4 × 100 m 4 nages.

## Palmarès

### Jeux olympiques
- Jeux olympiques de 2004 à Athènes,  Grèce
  -  Médaille d'argent (200 m papillon)
  -  Médaille de bronze (4 × 100 m 4 nages)